# Prinses Julianakerk (Scheveningen)
De Prinses Julianakerk in Den Haag is een kerk in de Scheveningense wijk Duindorp. De kerk  is gebouwd in een zakelijk-expressionistische stijl en bevindt zich op de hoek van de Nieboerweg, Tesselsestraat en de Vlielandsestraat. De architect W.Ch. Kuijpers ontwierp ook de Nieuwe Badkapel in Scheveningen.
De eerste dienst in de Nederlands Hervormde Julianakerk, in 1928, werd bijgewoond door Wilhelmina der Nederlanden, de Koningin-Moeder Emma van Waldeck-Pyrmont en Prinses Juliana.